# NGC 7649
NGC 7649 (również IC 1487, PGC 71343 lub UGC 12579) – galaktyka eliptyczna (E), znajdująca się w gwiazdozbiorze Pegaza. Odkrył ją Lewis A. Swift 25 listopada 1886. Jest najjaśniejszą galaktyką w gromadzie Abell 2593.